# Ancyla nitida
Ancyla nitida là một loài Hymenoptera trong họ Apidae. Loài này được Friese mô tả khoa học năm 1902.